# Croth

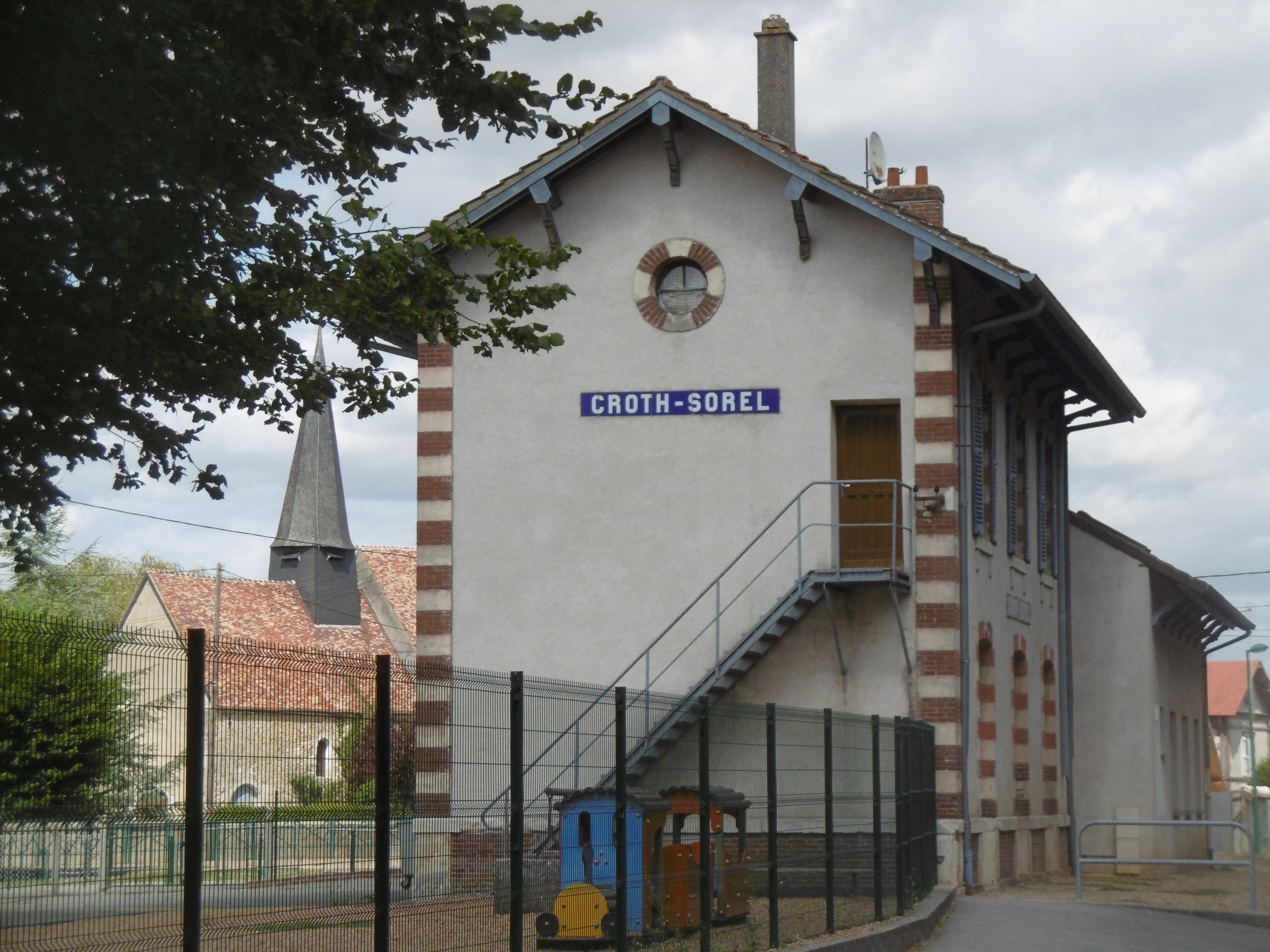
Ancienne gare de Croth de la ligne Bueil Saint-Georges Motel. Devenu maintenant un bâtiment de l'école de Croth

Croth est une commune française située dans le département de l'Eure en région Normandie.

## Géographie

### Localisation
Croth est une commune du Sud-Est du département de l'Eure limitrophe de celui d'Eure-et-Loir. Elle se situe aux confins sud-est de la campagne de Saint-André, région naturelle formant une étendue plane et ouverte très largement consacrée aux grandes cultures. Le territoire de la commune s'étend au cœur de la vallée de l'Eure.
Anciennement, le territoire de Croth s'étendait de part et d'autre de la frontière entre l'Eure et l'Eure-et-Loir.[réf. nécessaire] Aujourd'hui, il est totalement intégré au département eurois et appartient au canton de Saint-André-de-l'Eure.
| Bois-le-Roi            | L'Habit, Mouettes | Ézy-sur-Eure                 |
| Saint-Laurent-des-Bois | Croth             | Saussay (Eure-et-Loir)       |
| Marcilly-sur-Eure      |                   | Sorel-Moussel (Eure-et-Loir) |

### Hydrographie
La commune est située dans le bassin Seine-Normandie. Elle est drainée par l'Eure, un bras de l'Eure, le ruisseau des Champs Ferets et divers autres petits cours d'eau,.
L'Eure, un canal, chenal et cours d'eau naturel non navigable d'une longueur de 229 km, prend sa source dans la commune de Longny les Villages et se jette  dans la Seine à Saint-Pierre-lès-Elbeuf, après avoir traversé 91 communes.Les caractéristiques hydrologiques de l'Eure sont données par la station hydrologique située sur la commune de Saint-Georges-Motel. Le débit moyen mensuel est de 13,7 m3/s. Le débit moyen journalier maximum est de 74,6 m3/s, atteint lors de la crue du 6 janvier 2001. Le débit instantané maximal est quant à lui de 83,7 m3/s, atteint le 27 décembre 1999.

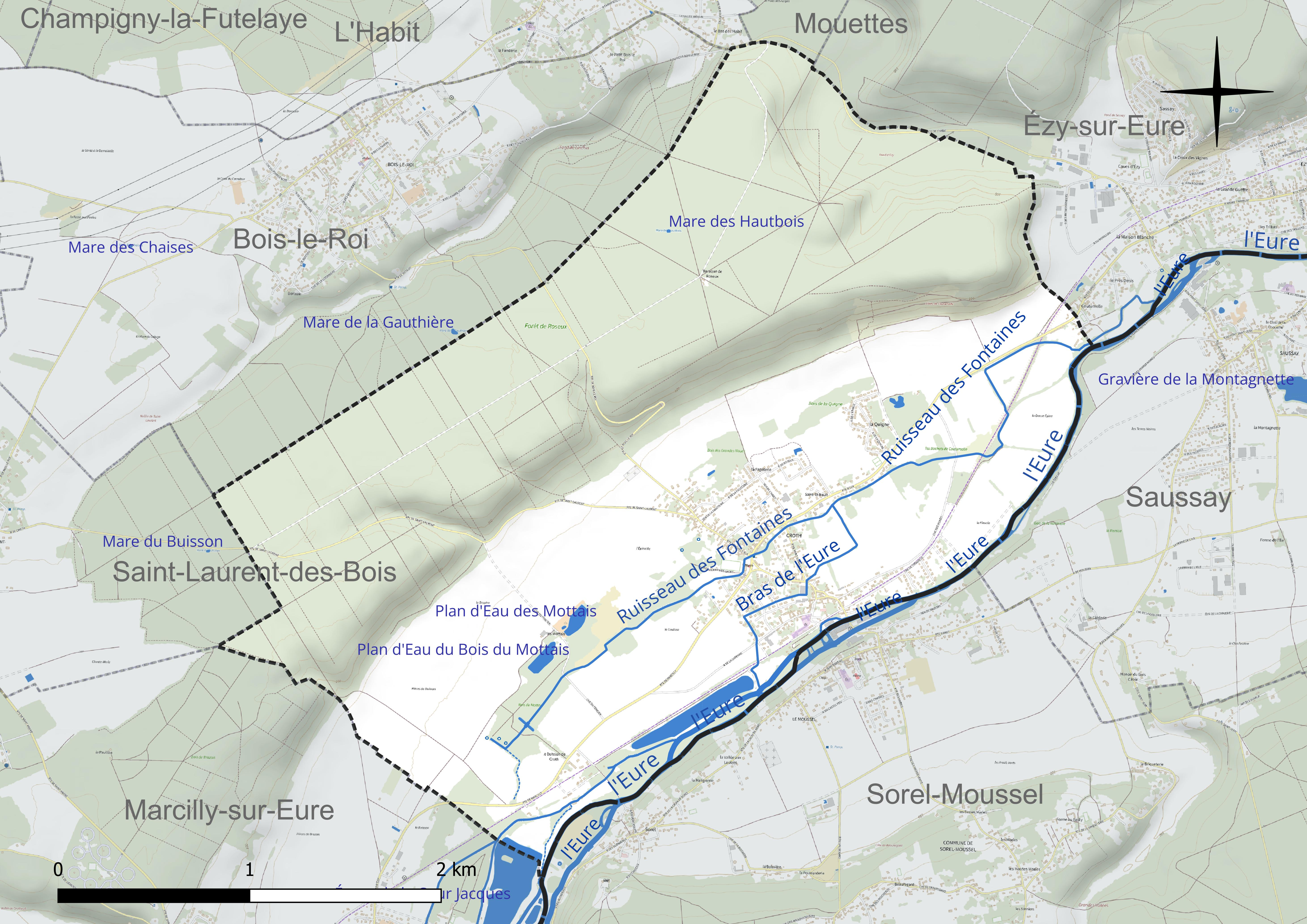
Réseau hydrographique de Croth.

Cinq plans d'eau complètent le réseau hydrographique : la gravière 2 de la Malignerie (5 ha), la mare des Hautbois (0 ha), le plan d'eau des Mottais (1 ha), le plan d'eau du Bois du Mottais (1,1 ha) et l'étang de la Cour Jacques, d'une superficie totale de 11,5 ha (0,9 ha sur la commune),.

### Climat
Pour des articles plus généraux, voir Climat de la Normandie et Climat de l'Eure.
En 2010, le climat de la commune est de type climat océanique dégradé des plaines du Centre et du Nord, selon une étude du CNRS s'appuyant sur une série de données couvrant la période 1971-2000. En 2020, Météo-France publie une typologie des climats de la France métropolitaine dans laquelle la commune est exposée à un climat océanique et est dans la région climatique  Sud-ouest du bassin Parisien, caractérisée par une faible pluviométrie, notamment au printemps (120 à 150 mm) et un hiver froid (3,5 °C). Parallèlement le GIEC normand, un groupe régional d’experts sur le climat, différencie quant à lui, dans une étude de 2020, trois grands types de climats pour la région Normandie, nuancés à une échelle plus fine par les facteurs géographiques locaux. La commune est, selon ce zonage, exposée à un « climat des plateaux abrités », correspondant aux plaines agricoles de l’Eure, avec une pluviométrie beaucoup plus faible que dans la plaine de Caen en raison du double effet d’abri provoqué par les collines du Bocage normand et par celles qui s’étendent sur un axe du Pays d'Auge au Perche.
Pour la période 1971-2000, la température annuelle moyenne est de 10,8 °C, avec  une amplitude thermique annuelle de 14,4 °C. Le cumul annuel moyen de précipitations est de 617 mm, avec 10,1 jours de précipitations en janvier et 7,8 jours en juillet. Pour la période 1991-2020, la température moyenne annuelle observée sur la station météorologique la plus proche, située sur la commune de Bû à 10 km à vol d'oiseau, est de 11,4 °C et le cumul annuel moyen de précipitations est de 633,2 mm,. Pour l'avenir, les paramètres climatiques de la commune estimés pour 2050 selon différents scénarios d’émission de gaz à effet de serre sont consultables sur un site dédié publié par Météo-France en novembre 2022.

## Urbanisme

### Typologie
Au 1er janvier 2024, Croth est catégorisée bourg rural, selon la nouvelle grille communale de densité à 7 niveaux définie par l'Insee en 2022.
Elle appartient à l'unité urbaine d'Ézy-sur-Eure, une agglomération inter-régionale dont elle est une commune de la banlieue,. Par ailleurs la commune fait partie de l'aire d'attraction de Paris, dont elle est une commune de la couronne,. 

### Occupation des sols
L'occupation des sols de la commune, telle qu'elle ressort de la base de données européenne d’occupation biophysique des sols Corine Land Cover (CLC), est marquée par l'importance des forêts et milieux semi-naturels (51,9 % en 2018), une proportion identique à celle de 1990 (51,9 %). La répartition détaillée en 2018 est la suivante : 
forêts (51,9 %), terres arables (30,9 %), zones urbanisées (8,4 %), prairies (4,6 %), zones agricoles hétérogènes (4,1 %), eaux continentales (0,1 %). L'évolution de l’occupation des sols de la commune et de ses infrastructures peut être observée sur les différentes représentations cartographiques du territoire : la carte de Cassini (XVIIIe siècle), la carte d'état-major (1820-1866) et les cartes ou photos aériennes de l'IGN pour la période actuelle (1950 à aujourd'hui).

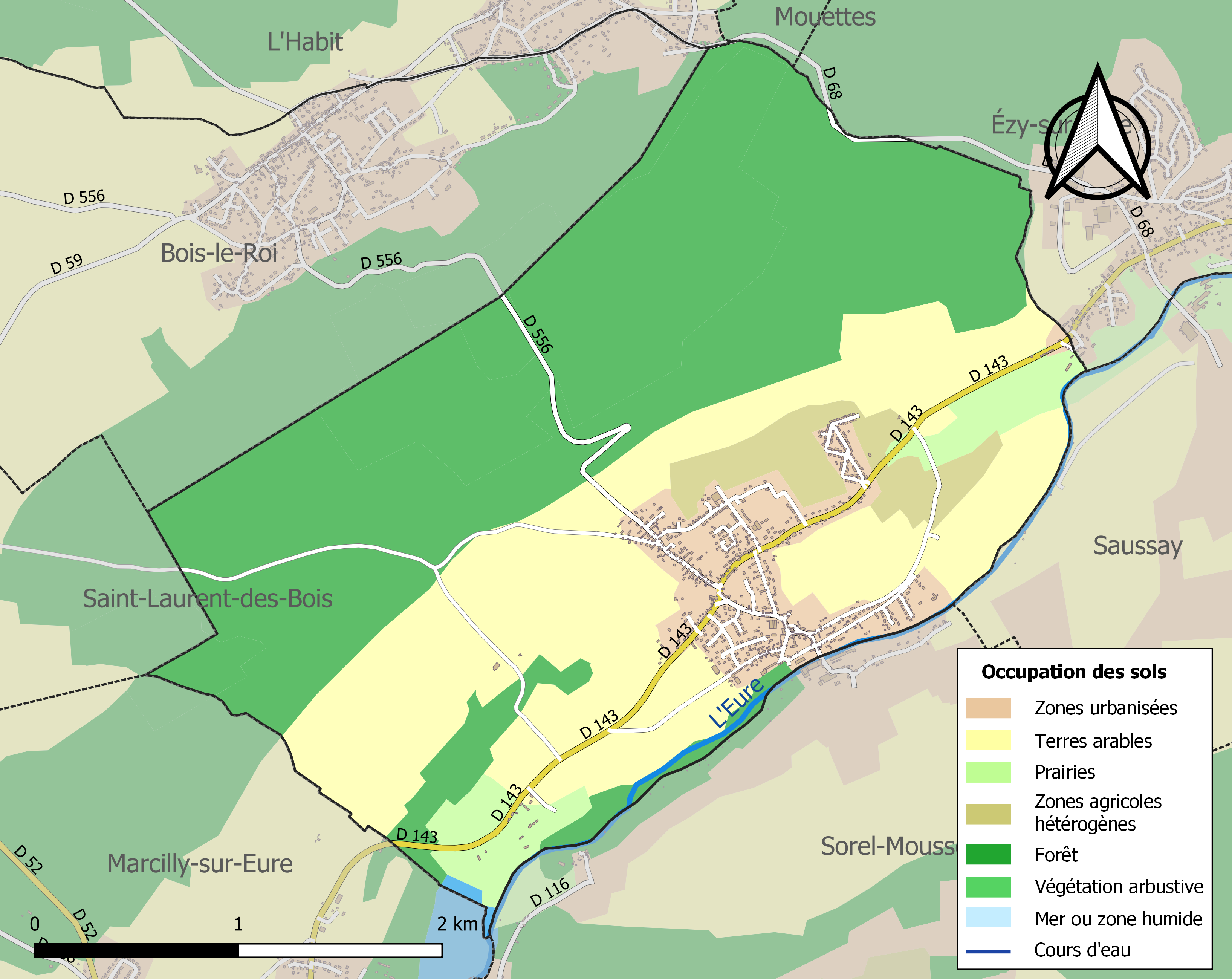
Carte des infrastructures et de l'occupation des sols de la commune en 2018 (CLC).

## Toponymie
Le nom de la localité est attesté sous les formes de Croto en 1033, Cros en 1050 (cartulaire de Saint-Père de Chartres), Chrotus en 1060, Crotesium en 1144, Crotei en 1186 (cartulaire de l’Estrée), Crotum en 1185 (cartulaire de Marmoûtier), Crot en 1226, Croc en 1740 (sentence de la vicomté de l’Eau).
De la langue d'oil crot « creux dans la terre , creux où l'eau séjourne ».
Ce toponyme a été rapproché des toponymes en -croc(q) de Normandie tels Vannecrocq (Eure, WanescrotumXIe siècle) ou Bec-de-Croc (Seine-Maritime, Louvetot, Betthecrot 1071) dans lesquels on peut identifier le vieil anglais croft « pièce de terre » (anglais croft « pièce de terre, petite exploitation rurale »). Cependant, étant situé en dehors de la zone d'implantation des colons anglo-scandinaves, Croth n'a probablement pas cette origine. Une autre étymologie par le germanique continental kruft est possible dans ce cas, et cette formation toponymique serait alors identique à Cruften (Belgique, Cruten 751 - 758), Kruft (Allemagne, Croth 1112) de sens analogue au vieil anglais.

## Histoire
Primitivement, Croth était une dépendance de la terre de Sorel, qui avait pour seigneur au XIe siècle, Ingulfe Ribault, puissant baron, originaire de Dreux, qui possédait à la fois Brezolles, Remalard, Thimer, etc. Ses successeurs devinrent les seigneurs du Thymerais basés à Châteauneuf-en-Thymerais.
Guazon de Chateauneuf, Frodeline  son épouse et de ses trois fils donne village de Croth, de Neuville, de Pain-Cuit, de Favarolle et de Bardoval à l'abbaye de Marmoutier en 1059[pas clair].
Au moment où les seigneurs de Châteauneuf disparaissaient de Croth, la famille qui tirait son nom de ce village y était dignement représentée par Guillaume de Croth, sénéchal de la seigneurie de Saint-André. Il siégeait à l'Échiquier de Rouen en 1249.
Plus tard, le fief de Croth se trouva détaché de la mouvance de Sorel, pour passer sous la dépendance d'Illiers qui appartint successivement aux seigneurs d'Anet et de Courtenay, puis aux évêques d'Evreux.

## Politique et administration
| Période                                  | Période   | Identité       | Étiquette | Qualité                                                                                   |
| ---------------------------------------- | --------- | -------------- | --------- | ----------------------------------------------------------------------------------------- |
| 1966                                     | mars 2001 | Andrée Oger    | PCF       | Institutrice Conseillère générale (1976-2015) puis conseillère départementale (2015-2021) |
| mars 2001                                | mars 2008 | Jean-Luc Laude | PCF       |                                                                                           |
| mars 2008                                | En cours  | Rosine Coulong | DVD       | Retraitée Fonction publique                                                               |
| Les données manquantes sont à compléter. |           |                |           |                                                                                           |

## Démographie
L'évolution du nombre d'habitants est connue à travers les recensements de la population effectués dans la commune depuis 1793. Pour les communes de moins de 10 000 habitants, une enquête de recensement portant sur toute la population est réalisée tous les cinq ans, les populations de référence des années intermédiaires étant quant à elles estimées par interpolation ou extrapolation. Pour la commune, le premier recensement exhaustif entrant dans le cadre du nouveau dispositif a été réalisé en 2004.

En 2022, la commune comptait 1 419 habitants, en évolution de +7,42 % par rapport à 2016 (Eure : −0,25 %, France hors Mayotte : +2,11 %).
| 1793 | 1800 | 1806 | 1821 | 1831 | 1836 | 1841 | 1846 | 1851 |
| ---- | ---- | ---- | ---- | ---- | ---- | ---- | ---- | ---- |
| 352  | 373  | 333  | 373  | 384  | 356  | 375  | 408  | 408  |

| 1856 | 1861 | 1866 | 1872 | 1876 | 1881 | 1886 | 1891 | 1896 |
| ---- | ---- | ---- | ---- | ---- | ---- | ---- | ---- | ---- |
| 455  | 487  | 498  | 474  | 540  | 562  | 525  | 525  | 500  |

| 1901 | 1906 | 1911 | 1921 | 1926 | 1931 | 1936 | 1946 | 1954 |
| ---- | ---- | ---- | ---- | ---- | ---- | ---- | ---- | ---- |
| 531  | 560  | 505  | 509  | 547  | 571  | 562  | 484  | 504  |

| 1962 | 1968 | 1975 | 1982 | 1990  | 1999  | 2004  | 2006  | 2009  |
| ---- | ---- | ---- | ---- | ----- | ----- | ----- | ----- | ----- |
| 476  | 538  | 598  | 764  | 1 143 | 1 293 | 1 321 | 1 309 | 1 264 |

| 2014  | 2019  | 2022  | - | - | - | - | - | - |
| ----- | ----- | ----- | - | - | - | - | - | - |
| 1 296 | 1 377 | 1 419 | - | - | - | - | - | - |

## Culture locale et patrimoine

### Lieux et monuments
- L'église Notre-Dame ;
- Le gravier de Gargantua ;

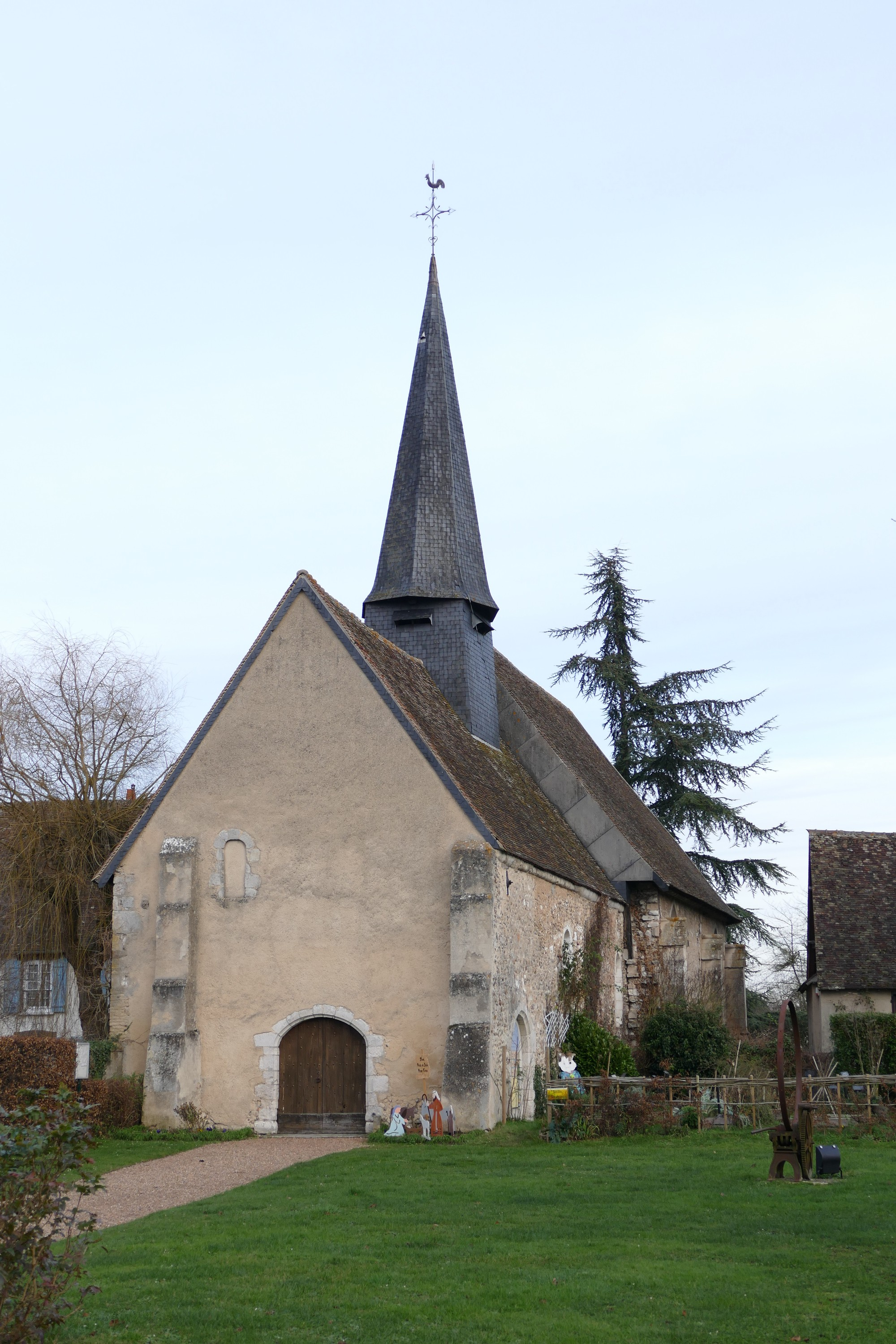
L'église Notre-Dame.

- Deux lavoirs : le lavoir Saint-Thibault et le lavoir de l'Arche (ou lavoir de la Mairie). En 2013, le lavoir de l'Arche a fait l'objet d'une restauration. Celle-ci a notamment permis de réparer la charpente, refaire les enduits et poser une porte en bois. En 2017, le lavoir St-Thibault a lui aussi fait l'objet d'une restauration d'un montant de 10 000 euros[30].

### Personnalités liées à la commune
- Jacques-Désiré Laval (1803 à Croth - 1864), prêtre et missionnaire spiritain français. Il fut médecin à Saint-André-de-l'Eure (de septembre 1830 à avril 1834), puis à Ivry-la-Bataille (d'avril 1834 à juin 1835). De février 1839 à la fin février 1841, il fut curé de Pinterville, petite paroisse située au sud de Louviers, avant de s'embarquer pour l'île Maurice où il s'occupa des anciens esclaves. Il fut béatifié par le pape Jean-Paul II le 29 avril 1979.
- Adrien Dieudonné (1912-1982), médailleur français né dans cette ville[31].
- Jacques Villeret (1951-2005), acteur. Croth, où il avait acquis une propriété en bordure de rivière quelques jours avant sa mort, fut son dernier lieu de résidence après qu'il eut vécu vingt ans à La Trinité-de-Réville. Foudroyé par une hémorragie interne, il fut transporté à l'hôpital d'Évreux où il mourut le 28 janvier 2005, à quelques jours à peine de son 54e anniversaire.